# 橫谷
橫谷是指溪谷介於兩座山脈之間，且山脈的走向與河流的主流方向是垂直的，反之就是縱谷；不論是南北向（直的），或者是東西向（橫的），甚至是東北-西南、西北-東南（斜的），只要河川跟山脈垂直，就是橫谷。如台灣的秀姑巒溪的下游切穿海岸山脈，這一段就是橫谷，此外，中國東南丘陵的格子狀水系也是個例子，其中福建省的閩江就是最典型的代表。